# Daniel Jones (football américain)
Pour les articles homonymes, voir Daniel Jones et Jones.
(en) Statistiques sur pro-football-reference
Daniel Jones, né le 27 mai 1997 à Charlotte en Caroline du Nord et surnommé Danny Dimes, est un sportif professionnel américain de football américain jouant au poste de quarterback dans la National Football League (NFL), actuellement chez les Colts d'Indianapolis.
Au niveau universitaire, il a joué trois ans pour les Blue Devils de l'université Duke en NCAA Division I FBS. Il se présente ensuite à la draft 2019 de la NFL où il est sélectionné comme 6e choix global par la franchise des Giants de New York.
En 2022, les Giants emmenés par Jones, participent à leur première série éliminatoire depuis la saison 2016 et remportent leur premier match de série éliminatoire depuis 2011. La saison suivante, Jones signe une extension de contrat de quatre ans pour un montant de 160 millions de dollars.  Il est cependant mis sur le banc vers la mi-saison 2024 et est par la suite libéré par la franchise après six saisons avec les Giants. Il signe peu de temps après pour les Vikings avant de rejoindre les Colts d'Indianapolis en 2025.

## Biographie

### Jeunesse
Jones intègre la Charlotte Latin School à Charlotte en Caroline du Nord. Au cours de sa carrière au lycée, il accumule 6 997 yards et 98 touchdowns. Malgré ces chiffres, Jones est difficilement recruté à la fin de ses études secondaires et n'est pas classé par Rivals.com. Il s'engage initialement à l'université de Princeton, mais se décide  finalement pour Duke après avoir reçu une offre de leur part.

### Carrière universitaire
Après une première année redshirt en 2015, Jones devient le quarterback titulaire lors de sa deuxième saison (en 2016) après que le QB Thomas Sirk se soit blessé et devienne indisponible pour le reste de la saison. Il dispute les 12 matchs des Blue Devils en complétant 270 des 430 passes (62,8%) pour 2 836 yards, inscrivant 16 touchdowns et concédant neuf interceptions,,.
En 2017 lors de son année junior, il complète 230 de 413 passes (55,7%) pour un gain global de 2 439 yards, inscrit douze touchdowns à la passe et concède 11 interceptions. Jones est nommé MVP du Quick Lane Bowl 2017, où il réussit 27 passes pour un gain de 252 yards à la passe mais gagne également 86 yards en seize courses. Il y inscrit 2 touchdowns à la passe et un supplémentaire à la course.
Au cours de son année senior, Jones est nommé MVP de l'Independence Bowl 2018 avec une performance de 30 passes réussies sur 41 pour un gain de 423 yards à la passe tout en inscrivant cinq touchdowns. Il participe ensuite au Senior Bowl 2019 pour l'équipe du Nord et est également désigné MVP de ce match, réussissant 8 passes sur 11 pour un gain de 115 yards par la passe tout en inscrivant un touchdown.

### Carrière professionnelle
Jones assiste au NFL Scouting Combine à Indianapolis et réalise les performances suivantes : 
| Taille             | Poids            | Bras               | Main              | Sprint   | Sprint   | Sprint   | Shuttle 20 yards | 3 cones drill | Détente          | Détente        | Développé couché | Test Wonderlic |
| Taille             | Poids            | Bras               | Main              | 40 yards | 10 yards | 20 yards | Shuttle 20 yards | 3 cones drill | verticale        | horizontale    | Développé couché | Test Wonderlic |
| 6 ft 5 in (1,95 m) | 221 lbs (100 kg) | 32 in 1⁄2 (0,82 m) | 9 in 3⁄4 (0,25 m) | 4,81 s   | -        | -        | 4,41 s           | 7,0 s         | 33,5 in (0,85 m) | 10 ft (3,04 m) | -                |                |

Jones est sélectionné par les Giants de New York en 6e choix global lors du premier tour de la Draft 2019 de la NFL.

#### Saison 2019
Jones fait ses débuts professionnels le 8 août 2019 lors du premier match d'avant saison contre les rivaux des Jets de New York. Il y totalise cinq passes réussies sur cinq pour un total de 67 yards et inscrit un touchdown par la passe. Malgré une avant saison excellente, il est désigné remplaçant d'Eli Manning pour le début de saison.
Jones joue son premier match officiel de saison régulière le 8 septembre 2019 contre les Cowboys de Dallas pour préserver Eli Manning.  Il réussit trois passes sur les quatre tentées, gagnant 17 yards mais commettant un fumble (défaite 35 à 17). Le 17 septembre 2019, Jones est désigné titulaire pour le troisième match contre les Buccaneers de Tampa Bay. Pour sa première titularisation, Jones réussi 23 passes sur les 36 tentées pour un gain par la passe de 336 yards et il obtient une évaluation de QB de 112,7. Il inscrits deux touchdowns par la passe mais gagne 28 yards supplémentaires et inscrit deux autres touchdowns par la course. Il commet néanmoins deux fumbles mais les Giants remportent le match 32 à 31 à la suite d'une remontée spectaculaire. Il devient le premier quarterback débutant des Giants à remporter son premier match professionnel depuis Scott Brunner (en) en 1980. Avec Jones à la manœuvre, les Giants ont remonté un déficit de 18 points. Il devient le 7e quarterback débutant de l'histoire de la NFL (depuis 2010) à clore son premier drive par un touchdown lors de son premier match comme titulaire,. Il est désigné meilleur joueur offensif NFC de la semaine pour sa performance en 3e semaine. Le 29 septembre, il joue son second match comme titulaire, le premier à domicile. Il conduit les Giants à la victoire (24 à 3 contre les Redskins de Washington). Après le match, Jones devient le 3e quarterback de l'histoire de sa franchise après Phil Simms (1979) et Travis Tidwell (en) (1950) à commencer une carrière professionnelle par deux victoires en autant de matchs. Jones joue son premier match en  prime time lors du Thursday Night Football en 6e semaine contre les Patriots de la Nouvelle-Angleterre. Au cours de ce match (défaite 14 à 35), il lance pour un gain de 161 yards et inscrit un touchdown mais se fait intercepter à trois reprises. En 8e semaine contre les Lions de Détroit, il gagne 322 yards par la passe et inscrit quatre touchdowns malgré une nouvelle défaite 26 à 31. En 10e semaine contre les Jets de New York, Jones lance pour un gain de 308 yards et inscrit 4 touchdowns malgré une nouvelle défaite 27 à 34. 
Jones devient le cinquième quarterback débutant (rookie) de l'histoire de la NFL à inscrire cinq touchdowns par la passe sur un match. Il devient également le seul quarterback débutant de l'histoire de la NFL à combiner sur un match, un gain de 350 yards, cinq touchdowns par la passe et aucune interception. Sa performance en 16e semaine lui vaut d'obtenir le titre de meilleur joueur débutant offensif de la semaine (Pepsi Offensive Rookie of the Week). En 17e semaine contre les Eagles de Philadelphie, Jones gagne 301 yards et inscrit un touchdown par la passe pour une interception (défaite 17 à  34).
Il termine finalement sa saison rookie avec un bilan de 3 027 yards et 24 touchdowns inscrits par la passe pour 12 interceptions auxquels il faut ajouter 279 yards et deux touchdowns inscrits en 45 courses pour 18 fumbles dont 11 perdus.

#### Saison 2020
Jones est désigné capitaine au sein de son équipe dès sa deuxième saison NFL. C'est donc la 14e saison consécutive que le quarterback titulaire de la franchise est désigné capitaine d'équipe, Eli Manning l'ayant été pendant 13 saisons.
En 1re semaine contre les Steelers de Pittsburgh, Jones gagne 279 yards et inscrit 2 touchdowns à la passe pour deux interceptions (défaite 26–16)
Contre les Eagles en 7e semaine, il effectue une course impressionnante de 80 yards lors du 3e quart temps avant de perdre l'équilibre, percutant le sol à quelques yards de la zone d'en-but. Malgré cette fin cocasse, cette course est devenue la plus longue effectuée par un quarterback de l'histoire des Giants. Au cours de cette course, Jones a atteint une vitesse maximale de 21,23 milles par heure (34,17 km/h), la plus rapide par un quarterback NFL depuis Lamar Jackson en 2018.
Lors du second match de la saison contre les Eagles en 10e semaine (victoire 27-17), Jones gagne 244 yards par la passe et 64 yards par la course dont une de 34 yard terminée en touchdown.
Jones se blesse au tendon au début du 3e quart temps du match de la 12e semaine contre les Bengals de Cincinnati ce qui met fin à son match et le contraint eu repos la semaine suivante contre les Seahawks de Seattle.

#### Saison 2021
Jones commence sa saison chez les Broncos de Denver avec un gain de 267 yards et 1 touchdown à la passe ainsi que 27 yards et 1 touchdown à la course. Cette performance est entachée d'un fumble et une défaite 13-27. Contre la Washington Football Team  à l'occasion du Thursday Night Football, il inscrit 2 touchdowns et gagne à nouveau 249 yards à la passe ainsi que 95 yards à la course. Plusieurs erreurs de ses équipiers entraînent quelques touchdowns adverses et provoquent une nouvelle défaite 29 à 30. En 4e semaine chez les Saints de La Nouvelle-Orléans, Jones gagne 402 yards à la passe (son record en carrière) et inscrit 2 touchdowns à la passe contre une interception. Les Giants remportent le match lors de la prolongation sur le score de 27 à 21. Sa performance lui permet d'être désigné joueur offensif NFC de la semaine. En 7e semaine contre les Panthers de la Caroline (victoire 25-3), Jones gagne 203 yards et inscrit 1 touchdown à la passe sans se faire intercepter. Il gagne 28 yards supplémentaires à la course et inscrit son premier TD en carrière en réceptionnant une passe de 16 yards de son wide receiver Dante Pettis (en).
En 12e semaine contre les Eagles de Philadelphie, Jones souffre d'une blessure au niveau du cou ce qui met fin à sa saison. Le 30 décembre 2021, Jones est mis sur la liste des blessés de la franchise.

#### Saison 2022
Les Giants n'activent pas l'option de cinquième année du contrat de Jones.
En 7e semaine lors de la victoire 33 à 17 contre Jacksonville, Jones gagne 202 yards et inscrit un touchdown à la passe en plus des 107 yards gagnés à la course. Il devient le premier quarterback des Giants a totaliser sur un match 100 yards à la course depuis Frank Filchock (en) en 1946. Cette performance lui permet d'être désigné meilleur joueur offensif de la NFC de la semaine 7.
Après avoir gagné 334 yards tout en inscrivant un touchdown lors de la défaite 24 à 27 contre Minnesota en 16e semaine, il qualifie son équipe la semaine suivante pour la phase finale en battant Indianapolis 38 à 10, gagnant 177 yards et deux touchdowns à la passe ainsi que 91 yards et deux autres touchdowns à la course. Les Giants ne s'étaient plus qualifié pour la phase finale depuis la saison 2016,.
Il totalise ainsi en fin de saison régulière, 3 205 yards et 15 touchdowns à la passe pour 5 interceptions ainsi que 708 yards et sept touchdowns en 120 courses.
Après avoir gagné le match de wild card 31 à 24 contre Minnesota, Jones écrit l'histoire de la NFL en devenant le premier joueur à gagner plus de 300 yards à la passe tout en inscrivant deux touchdowns et en gagnant plus de 70 yards supplémentaires à la course en un match. La saison des Giants se termine après la défaite 7 à 38 en tour de division contre Philadelphie, Jones gagnant 135 yards à la passe contre une interception.

#### Saison 2023
Le 7 mars 2023, Jones signe une extension de contrant de quatre ans avec les Giants pour un montant de 160 milions de $
En 5e semaine il se blesse au cou lors de la défaite contre Miami.  Il revient en 8e semaine contre Las Vegas mais se blesse au niveau du genou au cours du premier quart temps et doit quitter définitivement le match au cours du deuxième quart temps. Quelques jours plus tard la franchise annonce qu'il souffre d'une déchirure du ligament croisé antérieur du genou gauche, ce qui met un terme à sa saison
En 2023, Jones aura gagné 909 yards et inscrit deux touchdowns à la passe pour six interceptions avec un bilan d'une victoire pour 5 défaites.

#### Saison 2024
Guéri, Jones est de nouveau désigné quarterback titulaire des Giants. Pour son premier match depuis le 5 novembre 2023, Jones ne peut éviter la défaite à domicile en première semaine contre les Vikings (6 à 25) au cours duquel il ne réussit que 22 de ses 42 passes le créditant d'un des pires pourcentages de réussite de sa carrière avec 52,4 %. Il n'inscrit aucun touchdown à la passe mais se fait intercepter à deux reprises permettant aux Vikings d'inscrire dans la foulée deux touchdowns. Il s'en suite une nouvelle défaite en deuxième semaine contre les Commanders, où Jones inscrit son premier touchdown de la saison à la suite d'une passe de quatre yards vers le wide receiver Malik Nabers.
Il termine le match avec 57 % de passes réussies (16 sur 28) pour un gain total de 178 yards, deux touchdowns et aucun turnover. La semaine suivante, Jones conduit les Giants à leur première victoire de la saison (21 à 15 contre les Browns), réussissant 24 de ses 34 passes pour un gain cumulé de 236 yards et deux touchdowns.
En 9e semaine contre les Commanders, Jones inscrit son premier touchdown à la passe au MetLife Stadium depuis 672 jours mais les Giants perdent 22 à 27. Lors du match des International Series joué à Munich en Allemagne contre les Panthers, Jones gagne 190 yards à la passe mais se fait intercepter à deux reprises ne marquant qu'un touchdown de deux yards. Les Giants perdent le match en prolongation, la cinquième consécutive avant la semaine de repos,. Au cours des dix premières rencontres de la saison, Jones n'a gagné que 2 070 yards tout en n'inscrivant que huit touchdowns pour sept interceptions.
Le 18 novembre 2024, Jones est mis sur le banc en faveur de Tommy Devito (en) à la suite de ses mauvaises performances,,. Le 22 novembre, Jones demande à être libéré par les Giants, une demande acceptée par le propriétaire et président John Mara (en). Dans une déclaration confirmant sa décision, celui-di déclare : « Nous tenons Daniel en haute estime et l'apprécions beaucoup. Nous ne lui souhaitons que le meilleur pour l'avenir. ».
Jones termine son mandat de six saisons à New York avec un bilan de 24 victoires pour 44 défaites et un nul en tant que titulaire, affichant le pourcentage de victoires le plus bas parmi les quarterbacks avec au moins 50 titularisations depuis 2019. Il affiche également le pourcentage de touchdowns le plus bas (3,1 %) parmi les quarterbacks avec au moins 1 000 tentatives de passe au cours de cette période.

### Vikings du Minnesota
Le 27 novembre 2024, Jones signe avec les Vikings du Minnesota et devient le premier remplaçant de Sam Darnold à la suite de la blessure de J. J. McCarthy.
Le 7 janvier 2025, Jones est promu dans l'effectif principal après que Brett Rypien (en) ait été libéré pour lui laisser une place mais ne participe à aucun match.

### Colts d'Indianapolis
Le 13 mars 2025, Jones signe un contrat d'un an pour un montant de 14 millions de dollars avec les Colts d'Indianapolis. Sa signature intervient après les commentaires du directeur général Chris Ballard (en) disant qu'il y aurait une « compétition ouverte » avec Anthony Richardson pour déterminer le quarterback titulaire des Colts pour la saison 2025.

## Statistiques

### Statistiques universitaires
| Année                 | Équipe                | Statut                | MJ |         | Passes   | Passes | Passes | Passes | Passes | Passes | Passes  |       | Courses | Courses | Courses | Courses |
| Année                 | Équipe                | Statut                | MJ | Tentées | Réussies | Pct.   | Yards  | TD     | Int.   | Éval.  | Tentées | Yards | Moy.    | TD      |         |         |
| 2016                  | Blue Devils de Duke   | SO                    | 12 | 0430    | 270      | 62,8   | 2 836  | 16     | 09     | 126,3  | 141     | 486   | 3,4     | 7       |         |         |
| 2017                  | Blue Devils de Duke   | JR                    | 13 | 0453    | 257      | 56,7   | 2 691  | 14     | 11     | 112,0  | 161     | 518   | 3,2     | 7       |         |         |
| 2018                  | Blue Devils de Duke   | SR                    | 11 | 0392    | 237      | 60,5   | 2 674  | 22     | 09     | 131,7  | 104     | 319   | 3,1     | 3       |         |         |
| Totaux en NCAA / Duke | Totaux en NCAA / Duke | Totaux en NCAA / Duke | 36 | 1 275   | 764      | 59,9   | 8 201  | 52     | 29     | 122,9  | 406     | 1 323 | 3,3     | 17      |         |         |

### Statistiques NFL
| Année               | Équipe               | MJ |                | Passes         | Passes         | Passes         | Passes         | Passes         | Passes         | Passes         |                | Courses        | Courses        | Courses | Courses |     | Sacks  | Sacks |  | Fumbles | Fumbles |
| Année               | Équipe               | MJ | Tentées        | Réussies       | Pct.           | Yards          | TD             | Int.           | Éval.          | Tentées        | Yards          | Moy.           | TD             | Nb.     | Yards   | Nb. | Perdus |       |  |         |         |
| 2019                | Giants de New York   | 13 | 459            | 284            | 61,9           | 3 027          | 24             | 12             | 87,7           | 045            | 279            | 6,2            | 2              | 38      | 295     | 18  | 11     |       |  |         |         |
| 2020                | Giants de New York   | 14 | 448            | 280            | 62,5           | 2 943          | 11             | 10             | 80,4           | 065            | 423            | 6,5            | 1              | 45      | 286     | 11  | 06     |       |  |         |         |
| 2021                | Giants de New York   | 11 | 361            | 232            | 64,3           | 2 428          | 10             | 07             | 84,8           | 062            | 298            | 4,8            | 2              | 22      | 160     | 07  | 03     |       |  |         |         |
| 2022                | Giants de New York   | 16 | 472            | 317            | 67,2           | 3 205          | 15             | 05             | 92,5           | 120            | 708            | 5,9            | 7              | 44      | 243     | 06  | 03     |       |  |         |         |
| 2023                | Giants de New York   | 06 | 160            | 108            | 67,5           | 0 909          | 02             | 06             | 70,5           | 040            | 206            | 5,1            | 1              | 30      | 167     | 04  | 01     |       |  |         |         |
| 2024                | Giants de New York   | 10 | 341            | 216            | 63,3           | 2 070          | 08             | 07             | 79,4           | 067            | 265            | 4,0            | 2              | 29      | 172     | 04  | 02     |       |  |         |         |
| 2025                | Colts d'Indianapolis | ?  | Saison à venir | Saison à venir | Saison à venir | Saison à venir | Saison à venir | Saison à venir | Saison à venir | Saison à venir | Saison à venir | Saison à venir | Saison à venir | ?       | ?       |     |        |       |  |         |         |
| Totaux NFL / Giants | Totaux NFL / Giants  | 70 | 2 241          | 1 437          | 64,1           | 14 582         | 70             | 47             | 84,3           | 399            | 2 179          | 5,5            | 15             | 208     | 1 323   | 50  | 26     |       |  |         |         |

| Année               | Équipe              | MJ |         | Passes   | Passes | Passes | Passes | Passes | Passes | Passes  |       | Courses | Courses | Courses | Courses |     | Sacks  | Sacks |  | Fumbles | Fumbles |
| Année               | Équipe              | MJ | Tentées | Réussies | Pct.   | Yards  | TD     | Int.   | Éval.  | Tentées | Yards | Moy.    | TD      | Nb.     | Yards   | Nb. | Perdus |       |  |         |         |
| 2022                | Giants de New York  | 2  | 62      | 39       | 62,9   | 436    | 2      | 1      | 87,8   | 23      | 102   | 4,4     | 0       | 8       | 38      | 1   | 0      |       |  |         |         |
| Totaux NFL / Giants | Totaux NFL / Giants | 2  | 62      | 39       | 62,9   | 436    | 2      | 1      | 87,8   | 23      | 102   | 4,4     | 0       | 8       | 38      | 1   | 0      |       |  |         |         |

## Trophées et récompenses
- NCAA :
  - Désigné MVP du Quick Lane Bowl 2017 ;
  - Désigné MVP de l'Independence Bowl 2018 ;
  - Désigné MVP du Senior Bowl 2019.

- NFL :
  - Meilleur joueur offensif de la 3e semaine en NFC (NFC Offensive Player of the Week) en 2019 ;
  - Meilleur joueur débutant offensif de la 16e semaine (Pepsi Offensive Rookie of the Week) en 2019 ;
  - Meilleur joueur offensif de la 4e semaine en NFC en 2021 ;
  - Meilleur joueur offensif de la 7e semaine en NFC en 2023.

## Vie privée
Jones est le fils aîné de Becca et de Steve Jones. Il a une sœur plus âgée également prénommée Becca laquelle a joué au hockey sur gazon au Davidson College. Son plus jeune frère prénommé Bates joue au basket-ball dans ce même collège et sa plus jeune sœur prénommée Ruthie joue au football à Duke.
Jones est diplômé en économie de l'Université Duke en décembre 2018.
Le surnom de Jones, « Danny Dimes », est apparu après une action jeu en match d'avant saison lors de sa saison rookie et il sera repris à l'échelle nationale après sa performance lors du match de la 3e semaine contre les Buccaneers de Tampa Bay en 2019. Il fait référence à l'expression « throwing a dime » signifiant « lancer une passe parfaite » a été soutenu par ses coéquipiers Alex Tanney (en), Darius Slayton, Sterling Shepard et Evan Engram, ainsi que par  George Kittle, tight end des 49ers de San Francisco. À l'époque, Jones a déclaré à ce propos : « Je ne sais pas. Tout va bien, je suppose. Il pourrait y avoir des surnoms pires ». Dans le vestiaire cependant, Jones est simplement désigné par ses initiales « DJ ».